# Replicantes (Stargate)
Los replicantes son una potente forma de vida mecánica compuesta de bloques que utilizan nanotecnología, dentro del universo ficticio de la serie de televisión Stargate SG-1. 
Consisten en un conjunto de piezas autónomas de alta tecnología que se unen formando diversas formas, con el único objetivo de autorreplicarse a cualquier coste y medio. Ellos son capaces de incrementar su número y de expandirse a través de la galaxia asimilando tecnologías avanzadas. Son hostiles hacia todas las otras formas de vidas en el universo, pero sus principales enemigos son los Asgard.
En la serie Spin-Off "Stargate Atlantis" aparece una forma de vida similar, denominados Asurans, creados por los Antiguos como arma para combatir a los Wraith. 

## Historia de los replicantes en la serie
Los replicantes fueron creados hace muchos años en nuestra propia galaxia por una androide de avanzada inteligencia artificial llamada Reese, que deseaba tenerlos como sus propios juguetes. Ante la potencial amenaza de los replicantes en su planeta de origen, los habitantes del planeta concluyeron que lo mejor para todos sería destruirlos. Reese, al ver que sus "juguetes" corrían riesgo, les ordenó replicarse a toda costa. Tras esta orden perdió el control de los replicantes y cayó en una profunda depresión, desconectándose a sí misma.
Los replicantes viajaron a la galaxia natal de la evolucionada raza Asgard y comenzaron una larga guerra contra ellos. Fue necesaria la ayuda del Comando Stargate para ganar la guerra definitivamente en nuestra propia galaxia (después de que los replicantes se hiciesen con el control de la flota de Naves Ha'tak de los Señores del Sistema e iniciaran una invasión) gracias a un arma de tecnología de los Antiguos (primero con el prototipo fabricado por Jack O'Neill, y luego definitivamente por el Arma de Dakara de los Antiguos). Se cree que pequeño grupo de replicantes sobrevivieron y huyeron, pero su destino es desconocido.
En el episodio "Selección Antinatural" aparecieron los replicantes con forma humana, basados en la tecnología que lograron extraer de su creadora (Reese). Además de parecerse a los humanos, estos replicantes son capaces de cambiar su forma a voluntad. Si bien los replicantes estándar son resistentes a las armas de energía y sólo pueden ser destruidos por armas de proyectiles, los replicantes humanoides también son resistentes a las armas de proyectiles debido al cambio de su naturaleza (al pasar de grandes bloques sólidos a pequeñas unidades del tamaño de células orgánicas, las nanocélulas de bloques). En el episodio "Nuevo Orden (Parte 2)" un arma de los Antiguos llamada Disruptor de Replicantes fue desarrollada por Jack O'Neill mientras poseía el conocimiento de los Antiguos en su mente. El arma lograba bloquear la cohesión entre los bloques, logrando destruirlos. Los replicantes de la Vía Láctea fueron eliminados por el Arma de Dakara en el episodio doble "Reckoning", casi en el final de la Temporada 8, que funcionaba de modo similar al prototipo de O'Neill.
En la secuela de la serie, "el Arca de la Verdad", vuelven a aparecer, esta vez como consecuencia de un plan para atacar a los Ori en su propia galaxia.

## Características de los replicantes
De avanzada inteligencia artificial y características sobresalientes de adaptación y entendimiento, los replicantes se convirtieron en la mayor amenaza del universo.
Los replicantes están formados por miles de pequeñas microcomputadoras que se ensamblan de diversas formas (desde una pequeña arma hasta cruceros de batalla intergalácticos), las cuales tienen la capacidad de absorber el daño de armas de energía (dándoles una gran inmunidad a la mayoría del armamento Goa'uld y Asgard).
Existe cierto tipo de replicantes que posee la cualidad de adquirir forma humana, producto de estar formado por pequeñas células mecánicas de muy pocos nanómetros de tamaño. Este tipo de replicante posee un software capaz de entender el razonamiento humano, además de emular sentimientos y emociones. 
En la película El Arca de la Verdad se dio el caso de mezclarse un replicante con un organismo humano (haciéndolo más fuerte y metiendo su mente en el colectivo).